# ألفرد هيل
ألفرد هيل (29 مايو 1865 في المملكة المتحدة - 27 مايو 1936 في المملكة المتحدة) (بالإنجليزية: Alfred Hill)‏ هو لاعب كريكت بريطاني (وحمل سابقاً جنسية المملكة المتحدة لبريطانيا العظمى وأيرلندا). لعب مع نادي مقاطعة غلوستر للكريكت ‏.

## وصلات خارجية
- ألفرد هيل على موقع إي آس بي آن كريك إنفو (الإنجليزية)